# El Ksar
El Ksar (in arabo القصر‎?) è una città  del centro della Tunisia.
Fa parte del governatorato di Gafsa e  della delegazione di El Ksar. 
La città è situata immediatamente a ovest di Gafsa, nella Tunisia occidentale, dalla quale è separata dallo uadi Bayech.
El Ksar sorge su un'oasi, condivisa con Gafsa, alimentata dalla sorgente El Faouara.
È inclusa amministrativamente al governatorato di Gafsa, e costituisce una municipalità di 29.617 abitanti (2004), comprendente anche il comune di Lalla, mentre la città stessa conta una popolazione di 13.598 persone
La città è conosciuta per ospitare l'aeroporto internazionale di Gafsa-Ksar.